# Shovel Knight
Shovel Knight is een computerspel dat werd ontwikkeld en uitgegeven door Yacht Club Games. Het actie- en platformspel is uitgekomen voor Windows op 26 juni 2014. Shovel Knight is het eerste spel van Yacht Club na een succesvolle campagne op Kickstarter en is geïnspireerd door platformspellen voor de NES.
Na de uitgave van aanvullende missies is het oorspronkelijke spel hernoemd naar Shovel Knight: Treasure Trove, inbegrepen met drie andere missies Plague of Shadows, Specter of Torment en King of Cards.

## Spel
Shovel Knight is een platformspel dat wordt gepresenteerd in een visuele 8-bit-stijl waarin de speler schatten moet verzamelen en vijanden verslaan. In deze schatten bevindt zich goud waarmee nieuwe uitrusting kan worden gekocht in een dorp. Shovel Knight kan aanvallen door met zijn schop op de vijanden te springen, vergelijkbaar in het spel DuckTales.

### amiibo
Eind 2015 kwam een amiibo uit van Shovel Knight. Hiermee kunnen spelstanden en uitrusting worden ontsloten in de Wii U-, 3DS- en Switch-versies.

## Platforms
| Platform            | Datum             |
| ------------------- | ----------------- |
| Windows             | 26 juni 2014      |
| Nintendo 3DS, Wii U | 5 november 2014   |
| OS X                | 13 september 2014 |
| Linux               | 8 oktober 2014    |
| PS3, PS4, PS Vita   | 21 april 2015     |
| Xbox One            | 29 april 2015     |
| Amazon Fire TV      | 5 oktober 2015    |
| Nintendo Switch     | 3 maart 2017      |

## Downloadbare inhoud
Er zijn vier aanvullende speluitbreidingen beschikbaar als downloadbare inhoud (DLC). De eerste uitbreiding is Plague of Shadows, de tweede is Specter of Torment, de derde is King of Cards, en de laatste is Shovel Knight Showdown.

## Ontvangst
Het spel ontving positieve recensies en won in 2014 en 2015 diverse prijzen in de categorie Beste Spel. Op aggregatiewebsite Metacritic kreeg het spel een gemiddelde score van 88,8%.

## Trivia
Shovel Knight verschijnt als speelbaar karakter in de spellen Runbow en Blaster Master en als geheime eindbaas in Azure Striker Gunvolt 2. Hij maakt ook een cameo in de animatieserie The Reward: Tales of Alethrion en het spel Yooka-Laylee.